# Arrosticini

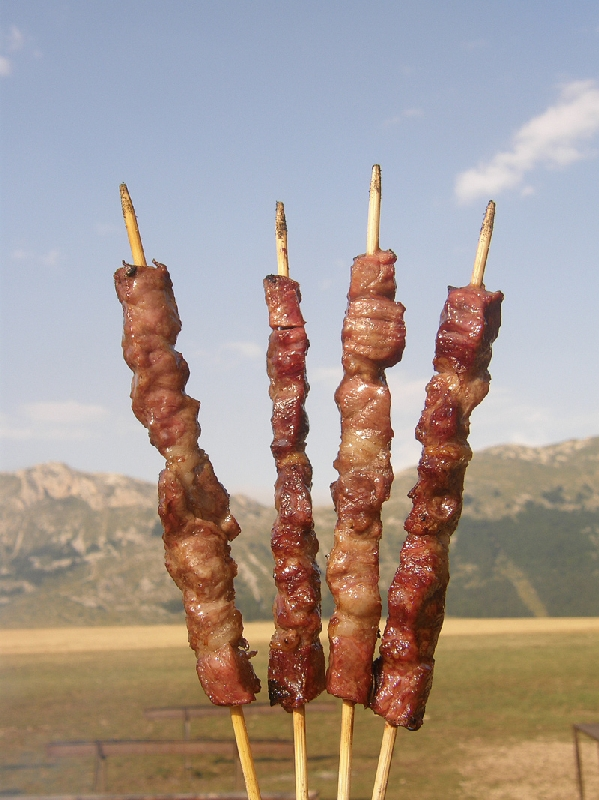
Arrosticini

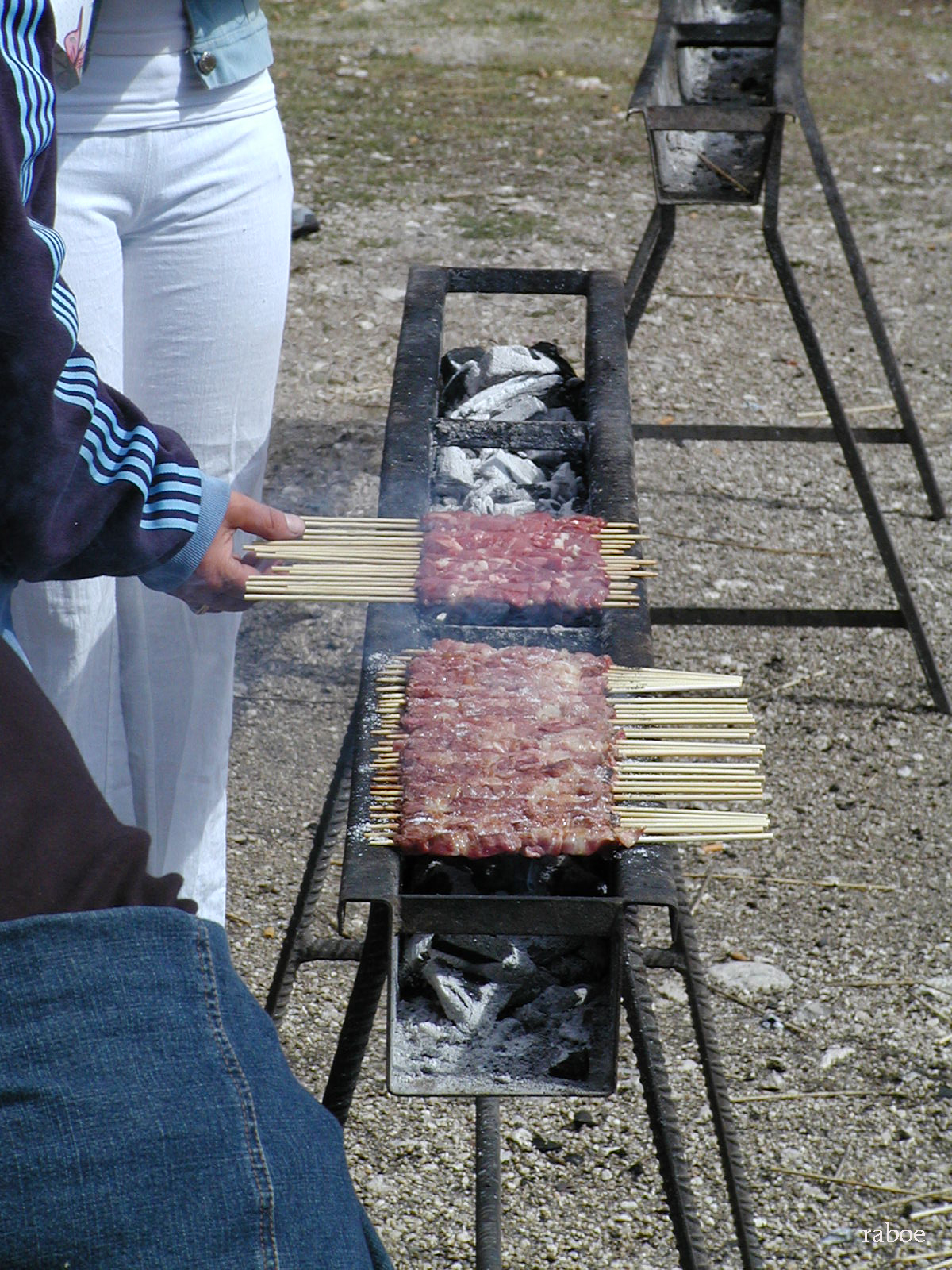
Der Arrosticinigrill

Arrosticini all’abruzzese sind gegrillte Fleischspieße aus Schaffleisch und eine italienische Spezialität aus den Abruzzen. 
Das Fleisch wird in kleine Würfel oder Streifen geschnitten, Fett wird nicht entfernt, um die Arrosticini saftiger und aromatischer zu machen. Das Fleisch wird auf zuvor in Wasser eingelegte Spieße gesteckt und auf einem speziellen Holzkohlengrill knusprig gegart. Die Arrosticini werden nach dem Würzen mit Salz sofort serviert.
Wie in den anderen zentralitalienischen Regionen Umbrien, Latium und der Toskana gehören in den Abruzzen Schäfer und ihre Herden zum Landschaftsbild und zur gastronomischen Tradition. Das Rezept für Arrosticini soll von Schäfern stammen, die auf der Weide mit ihren Schafen lagern.